# 千葉県立大多喜女子高等学校
千葉県立大多喜女子高等学校（ちばけんりつおおたきじょしこうとうがっこう）は、かつて千葉県夷隅郡大多喜町にあった県立の高等学校。2004年に千葉県立大多喜高等学校と統合して廃校となった。

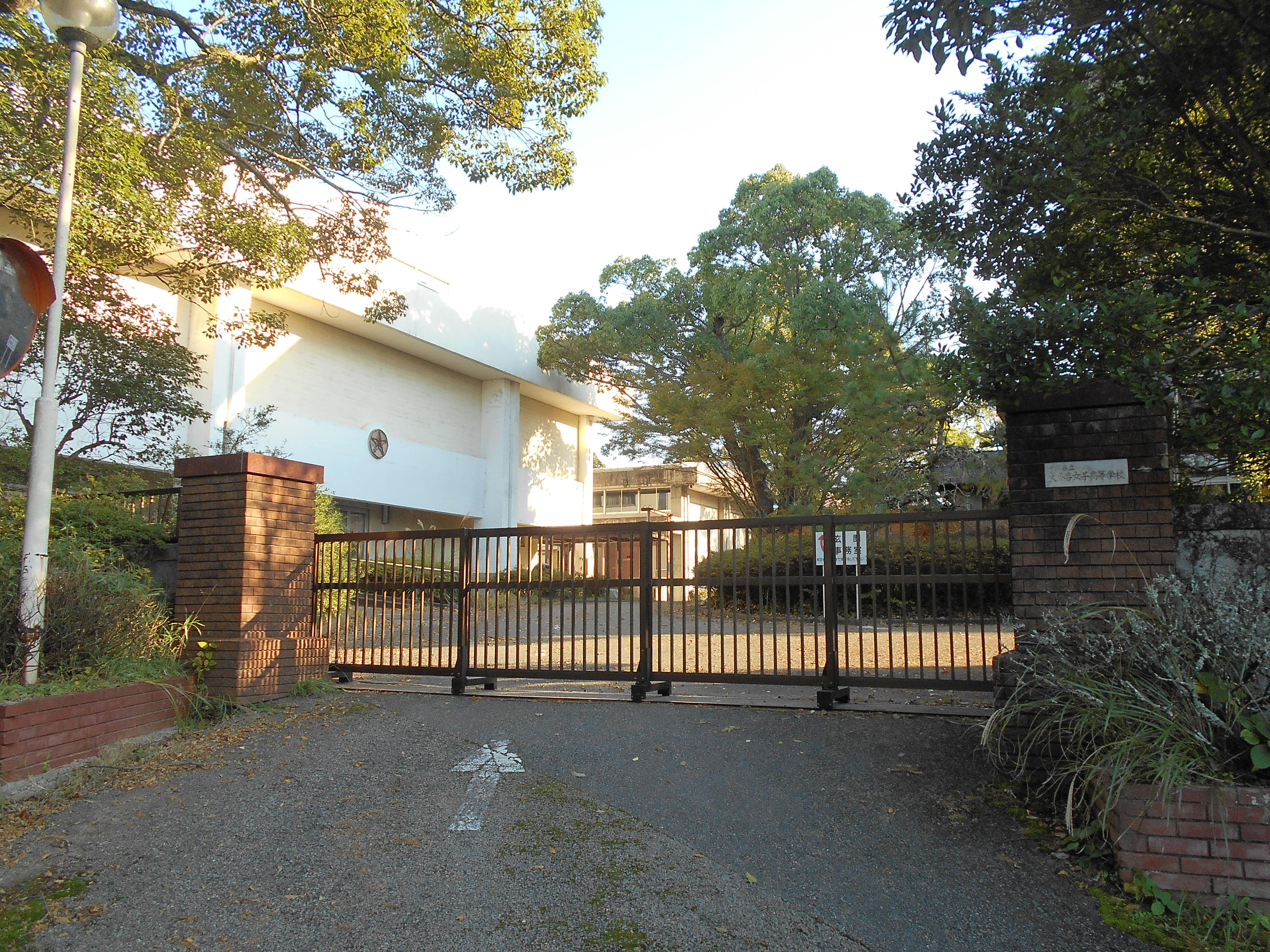
正門

## 概要
- 1896年に創設された町立実業補習学校を前身とする高等学校であった。
- 卒業生は延べ約1万3千人。
- 校舎跡地は2008年（平成20年）から2014年（平成26年）まで千葉県教育振興財団大多喜作業所として再利用されていた[2]。

## 沿革
（おもに千葉県立大多喜高等学校同窓会（沿革）より出典）
- 1896年（明治29年）4月1日 - 大多喜町立実業補習学校として開校。
- 1898年（明治31年）4月1日 - 大多喜興業補習学校と改称。
- 1905年（明治38年）12月14日 - 大多喜興業学校と改称[3]。
- 1917年（大正6年）9月13日 - 大多喜女子実業学校と改称[4]。
- 1926年（大正15年）
  - 3月13日 - 大多喜町外8町村組合立大多喜高等女学校設置認可[5]。
  - 5月2日 - 開校式挙行。その日を創立記念日とする。
- 1928年（昭和3年）4月1日 - 千葉県への移管により千葉県立大多喜高等女学校と改称[6]。
- 1948年（昭和23年）5月1日 - 学制改革により千葉県立大多喜女子高等学校となる。
- 1950年（昭和25年）4月 - 大多喜高校と統合し森宮校舎と称する。家庭課程を設置
- 1962年（昭和37年） - 再び独立する。
- 1992年（平成4年）4月1日 - 学科改編により普通科のみとなる
- 2003年（平成15年）4月 - 生徒の募集を停止[7]。
- 2004年（平成16年）4月 - 再び千葉県立大多喜高等学校と統合[8]。